# قرة تبة (شبستر)
قرة تبة هي قرية في مقاطعة شبستر، إيران. عدد سكان هذه القرية هو 1,768 في سنة 2006.